# Far from Dallas
Pour plus de détails, voir Fiche technique et Distribution.
Far from Dallas est un film français réalisé par Philippe Toledano et sorti en 1972.

## Fiche technique
- Titre : Far from Dallas
- Réalisation : Philippe Toledano
- Scénario et dialogues :  Philippe Toledano et Nicole Aufan
- Photographie : Jean Bourdelon
- Musique : François de Roubaix
- Montage : Isabelle Rathery
- Format : couleur procédé Eastmancolor
- Production : Rainbow Organisation
- Pays :  France
- Langue : français
- Durée : 95 minutes
- Date de sortie : France - 28 juin 1972 (30 novembre 1972 selon Encyclociné)

## Distribution
| - Daniel Gélin Jean - Alexandra Stewart : la femme de Jean - Philippe Rouleau : Régis - Matt Carney : Turner - Robert Vattier : l'inspecteur - Jean-Pierre Andréani - Gérard Dessalles - Vernon Dobtcheff |